# Calle del Castillo (Santa Cruz de Tenerife)

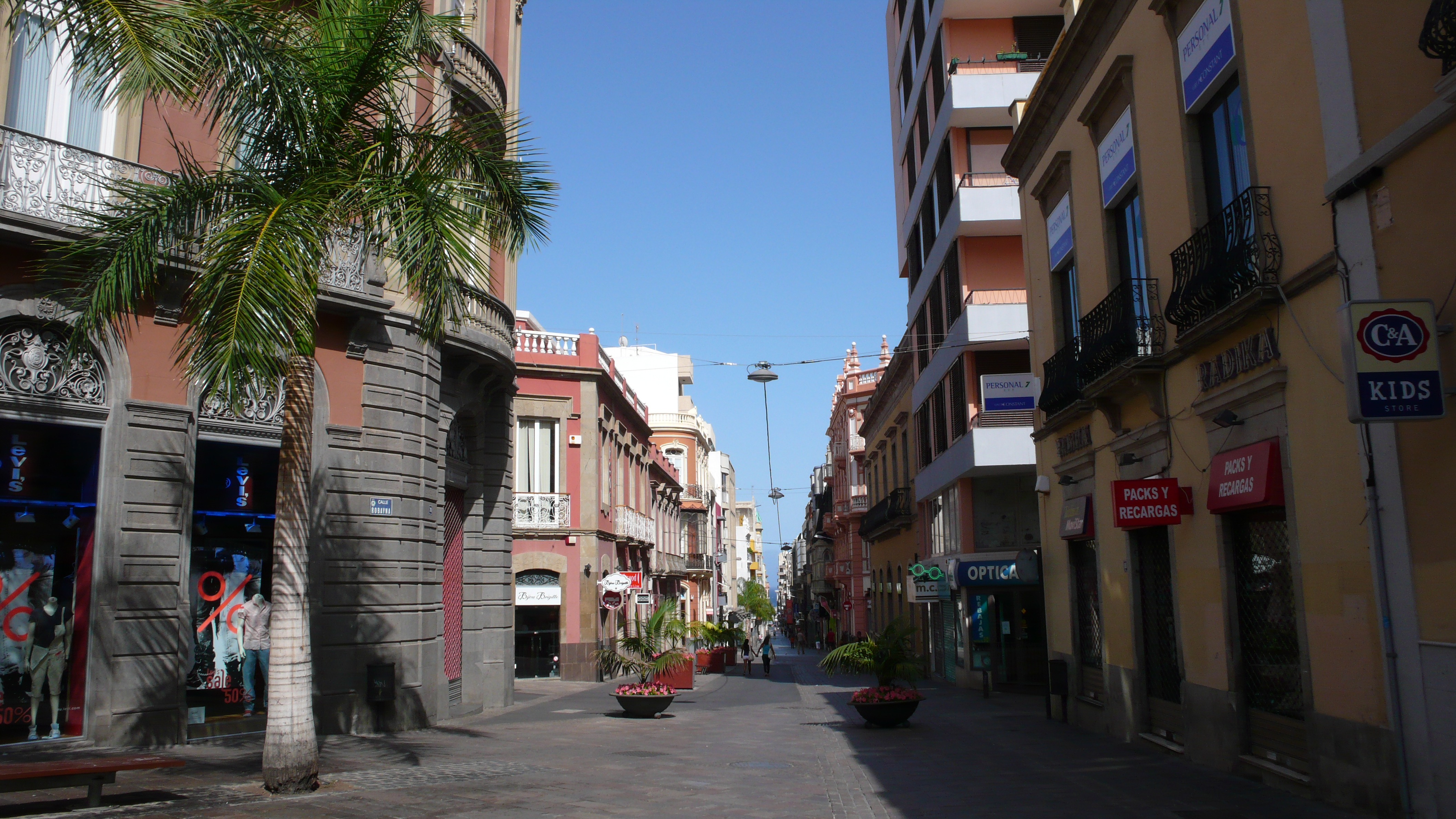
Calle del Castillo, desde su parte alta.

La calle del Castillo es una céntrica y concurrida calle peatonal de la ciudad española de Santa Cruz de Tenerife.

## Historia

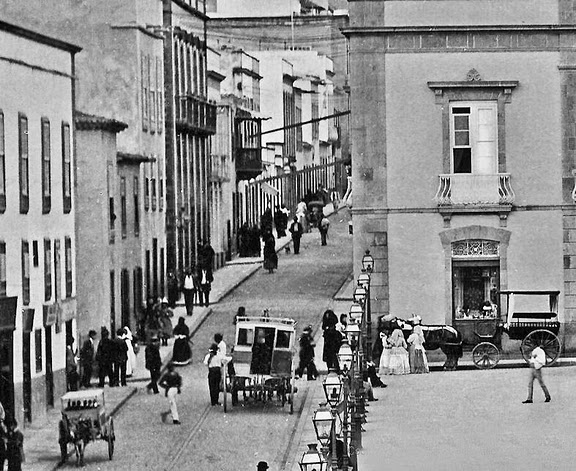
Calle del Castillo en 1890.

Es una de las calles más antiguas de la ciudad pues ya se la menciona desde principios del siglo XVII. Debe su nombre al Castillo de San Cristóbal, una fortificación del año 1575 que se encontraba muy cerca del principio de la calle. De ese castillo hoy sólo se conservan algunas murallas que se pueden visitar en una galería subterránea habilitada en los bajos de la Plaza de España. Se ha llamado también calle Alfonso XIII, de 1906 a 1932, y calle Fermín Galán, de 1932 a 1936, año en el que volvió a tomar su nombre tradicional. A lo largo de esta calle que comienza en la Plaza Weyler, atraviesa la Plaza de la Candelaria y concluye en la Plaza de España hay numerosos edificios de todas las épocas y estilos (tradicional canario, estilo victoriano, modernismo, racionalismo, etc.).

## Comercios y hostelería
La zona es eminentemente comercial con numerosa representación de marcas locales o regionales así como de franquicias internacionales. Del mismo modo cuenta con diversos establecimientos hoteleros en sus inmediaciones.

## Galería

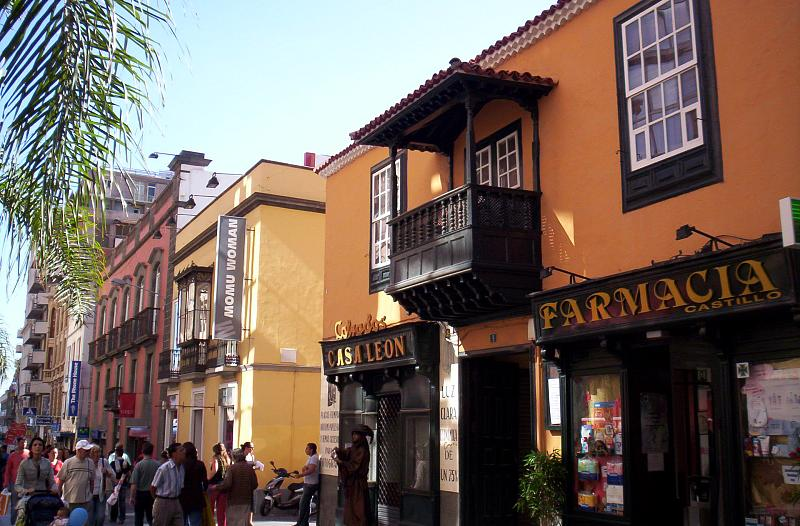

- Datos: Q5740990
- Multimedia: Calle del Castillo / Q5740990